# 占語群
占語群，或稱為亞齊-占語群，是由十多個分布於印尼亞齊省以及柬埔寨、越南和中國海南島的語言所組成的語群。占語群屬於南島語系的馬來-松巴哇語群。占語群語言的共同祖語──原始占語，與沙黃文化（Sa Huỳnh）密切相關，占語群先民在到達現今越南之前，可能來自婆羅洲或是馬來半島。
在使用人數方面，亞齊語在占語群中位居第一，有350萬人 ，其次是嘉萊語和占語，分別約有23萬和28萬人。回輝語分布最北端、使用人口也最少，僅有3000人。

## 歷史
占語跟其他南島語比起來，書寫歷史最為悠久。以古占語書寫的東安洲碑文（Đông Yên Châu inscription），可追溯至四世紀晚期。而根據歷史，占婆王在1471年被安南吞併後，曾把他的兒子們送往亞齊。語言學家推論，亞齊語和占語都出自原始占語，而位於大陸的古占語又再繼續分化成為今日的嘉萊語、埃地語等諸語。
與南亞語族巴拿語支語言的長期接觸也使得占語群語言有大量的南亞語借詞。

## 分類系譜
杜冠明 (Thurgood 1999:36) 針對占語群提出以下分類：
- 亞齊語
- 海濱占語
  - Haroi
  - 占語 
    - 西部占語
    - 藩朗占語
- 高地占語
  - 埃地–嘉萊
    - 埃地語 
    - 嘉萊語 

  - 朱魯–北部
    - 朱魯語 
    - 北部占語
      - 拉格萊語 
      - 回輝話

原始占語的數字7到9與馬來語群共同，為馬來-占語群的分群假說提供了部分證據 (Thurgood 1999:37)。 
羅傑·布蘭奇 (Blench 2009) 還提出越南沿海可能有另一支已消亡的古代南亞語，根據的是占語群語言中有大量借詞無法對應至任何現存的南亞語支系。(Blench 2009; Sidwell 2006)。

## 重建
以下原始占語形式取自杜冠明 (Thurgood 1999)：

### 輔音
下表中原始占語的前音節輔音取自杜冠明 (Thurgood 1999:68)。總共有13或14個前音前輔音，差別在於 ɲ 是否列入計算。 非前音節輔音包含 *ʔ、*ɓ、*ɗ、*ŋ、*y、*w。送氣音也可於原始占語重建。
|            |            | 雙唇音 | 齒齦音 | 硬顎音 | 軟顎音 | 聲門音 |
| ---------- | ---------- | ------ | ------ | ------ | ------ | ------ |
| 塞音       | 清音       | p      | t      | c      | k      |        |
| 塞音       | 濁音       | b      | d      | ɟ      | ɡ      |        |
| 鼻音       | 鼻音       | m      |        | ɲ      |        |        |
| 邊音       | 邊音       |        | l      |        |        |        |
| 閃音或颤音 | 閃音或颤音 |        | r      |        |        |        |
| 擦音       | 擦音       |        | s      |        |        | h      |

以下是原始占語重建的輔音群 (Thurgood 1999:93)：*pl-、*bl-、*kl-、*gl-、*pr、*tr-、*kr、*br-、*dr。

### 元音
原始占語有4個元音（*a*、-i、*-u、*-e　或　*-ə）和3個雙元音（*-ay、*-uy、*-aw）。
| 舌化 | 舌化 | 前    | 前    | 央        | 央        | 後    | 後    |
| ---- | ---- | ----- | ----- | --------- | --------- | ----- | ----- |
| 閉   | 閉   | i /i/ | i /i/ |           |           | u /u/ | u /u/ |
| 中   | 中   | e /e/ | e /e/ | ([e /ə/]) | ([e /ə/]) |       |       |
| 開   | 開   |       |       | a /a/     | a /a/     |       |       |

### 形態
以下為一些重建的原始占語的詞綴：
- *tə-：「非故意」前綴
- *mə-：一般動詞前綴
- *pə-：使動前綴
- *bɛʔ-：否定命令前綴（借自南亞語）
- *-əm-：名詞化中綴
- *-ən-：工具中綴（借自南亞語）

### 代名詞
原始占語有下列的人稱代名詞 (Thurgood 1999:247-248)：
單數
- *kəu – 我（非敬語）
- *hulun – 我（敬語）；奴僕
- *dahlaʔ – 我（敬語）
- *hã – 你
- *ñu – 他、他們

複數
- *kaməi – 我們（排除式）
- *ta – 咱們（包含式）
- *drəi – 咱們（包含式）；反身式
- *gəp – 其他；一群（借自南亞語）

## 腳註
1. ↑  Hammarström, Harald; Forkel, Robert; Haspelmath, Martin; Bank, Sebastian (编). . . Jena: Max Planck Institute for the Science of Human History. 2016.
2. 1 2 3 4 5 6 7  Thurgood, Graham. . Honolulu: Univ. of Hawai'i Press. 1999. ISBN 0824821319.
3. ↑  吳安其. . 民族語文. 2003-05  [2019-10-30]. （原始内容存档于2019-10-30）.
4. ↑  Sidwell 2009)
5. ↑  Blench, Roger. 2009. "Are there four additional unrecognised branches of Austroasiatic? （页面存档备份，存于）."
6. ↑  Sidwell, Paul. 2006. "Dating the Separation of Acehnese and Chamic By Etymological Analysis of the Aceh-Chamic Lexicon （页面存档备份，存于）." In The Mon-Khmer Studies Journal, 36: 187-206.
7. ↑  Reflexes of ɲ are rare in modern Chamic languages.

## 外部連結
- Ethnologue entry （页面存档备份，存于）